# Peter Lichtefeld
Peter Lichtefeld (* 1956 in Dortmund) ist ein deutscher Filmregisseur und Drehbuchautor.
Lichtefelds erste größere Regiearbeit war Zugvögel … Einmal nach Inari (1997) mit Joachim Król in der Hauptrolle. Für diesen wurde er mit dem Deutschen Filmpreis in Silber ausgezeichnet. Weitere Regiearbeiten waren die Serien Die Camper und eine Episode der Reihe Wilsberg. 2005 kam sein Film Playa del Futuro mit Peter Lohmeyer und Hilmi Sözer in die Kinos.

## Filmografie (Auswahl)
- 1997: Zugvögel … Einmal nach Inari (+ Drehbuch)
- 2000–2006: Die Camper (Fernsehserie, 26 Folgen)
- 2003: Wilsberg: Wilsberg und der stumme Zeuge
- 2005: Playa del Futuro (+ Drehbuch)
- 2006: SOKO Wismar (Fernsehserie, 4 Folgen)